# Минчо Пашов
Минчо Пашов е бивш български състезател по вдигане на тежести в категориите 67,5 кг. и 75 кг.

## Биография
Минчо Пашов е роден на 7 ноември 1961 г. в село Шишманци, област Пловдив.
Започва да тренира вдигане на тежести през 1972 г. при Ганчо Карушков. Завършва Средно спортно училище „Васил Левски“ в Пловдив. Състезава се за „Марица“ (Пловдив) от 1972 до 1981 г. Първото му голямо първенство е през 1977 г. на световното за младежи в София. Там той завършва на третото място и печели бронзов медал. Петкратен шампион на България за младежи и юноши – Търговище 1977, Хасково 1978, Сливен 1979, Пловдив 1980, Видин 1981. Следва в НСА „Васил Левски“.
На 18-годишна възраст Пашов извоюва бронзов медал на Летните олимпийски игри в Москва, Русия, през 1980 г. в категория до 67,5 кг. Като битката в тази категория е между двама българи и представител на ГДР. Минчо Пашов и Янко Русев, както и Йоахим Кунц от ГДР правят един от най-интересните сблъсъци на олимпийски игри като 
- Минчо Пашов завършва с 142,5 кг. в изхвърлянето и 182,5 кг. в изтласкването и общо 325 кг. това му отрежда третото място.
- Кунц приключа със 145 кг. в изхвърлянето, 190 в изтласкването и общо 335 кг.
- Янко Русев успява да спечели златния медал с 147,5 кг. в изхвърлянето, което е нов олимпийски рекорд, 195 кг. в изтласкването, което пък е нов световен рекорд и общо 342,5 кг. също записва нов световен рекорд.

Също през 1980 г. Минчо печели бронз на Световното и става световен шампион за младежи на първенството в Монреал, Канада в категория до 67,5 кг.
След 1981 г. се състезава в ЦСКА (1981-1982 г.) и Левски-Спартак (1982-1986 г.). През 1981 г. Минчо Пашов успява да спечели четири медала от световни и европейски първенства за мъже и младежи. Става световен и европейски вицешампион в Лил, Франция. Също така е световен и европейски шампион за младежи в Линяно Сабиадоро, Италия.
През 1982 г. Пашов отново печели два сребърни медала на световното и европейското в Любляна, Югославия. На световното първенство Пашов и Русев подобряват 4 световни рекорда в категория до 75 кг. Двамата водят голяма битка за световна титла, като Русев печели златния медал, а Пашов остава със среброто. През 1982 г. е сребърен медалист на шампионата на България във Варна, а през 1985 г. в Сливен е шампион на България.
На турнира „Черно море“ във Варна, (алтернативен на олимпиадата) през 1984 г. поставя световен рекорд от 212,5 кг в изтласкването. През 1985 г. печели третия си сребърен медал от световното първенство в Сьодертеле, Швеция.
След прекратяване на спортната си кариера работи в системата на МВР. Последната му публична изява е през септември 2019 г.а, когато присъства на церемонията по откриването на алеята на олимпийските медалисти на Пловдив на Гребната база.
Умира на 15 ноември 2019 г. на 58-годишна възраст.

## Признание
На 6 ноември 2021 г. във връзка с 60-тата годишнина от рождението му жителите на село Шишманци издигат паметна плочка на площада в родното му място. От 30 декември същата година е почетен гражданин на община Раковски.